# Gryllotalpa ornata
Gryllotalpa ornata är en insektsart som beskrevs av Walker, F. 1869. Gryllotalpa ornata ingår i släktet Gryllotalpa och familjen mullvadssyrsor. Inga underarter finns listade i Catalogue of Life.